# Скрыплев, Евстафий Васильевич
Евстафий Васильевич Скрыплев (? — 1860-е) — русский офицер, перебежавший в Каджарский Иран, где стал командиром батальона богатырей каджарской армии. Вернувшись в Россию, он стал успешным командиром казачьего войска, в конечном итоге дослужившись до звания атамана.

## Биография
О ранних годах жизни Скрыплева известно немного. До своего побега он служил унтер-офицером в Нашебургском пехотном полку. В 1828 году он перебрался в иранский лагерь. Он поступил на службу к шаху и женился на дочери Самсона Макинцева, более известного как Самсон-Хан, русского командира, перешедшего на сторону иранцев несколькими годами ранее. Макинцев произвёл своего зятя в полковники, командующий батальоном богатырей, состоявшим из русских дезертиров. Будучи уже генералом, он сам занял почётное звание генерал-полковника, решил уйти в отставку после русско-иранской войны 1826–1828 годов.

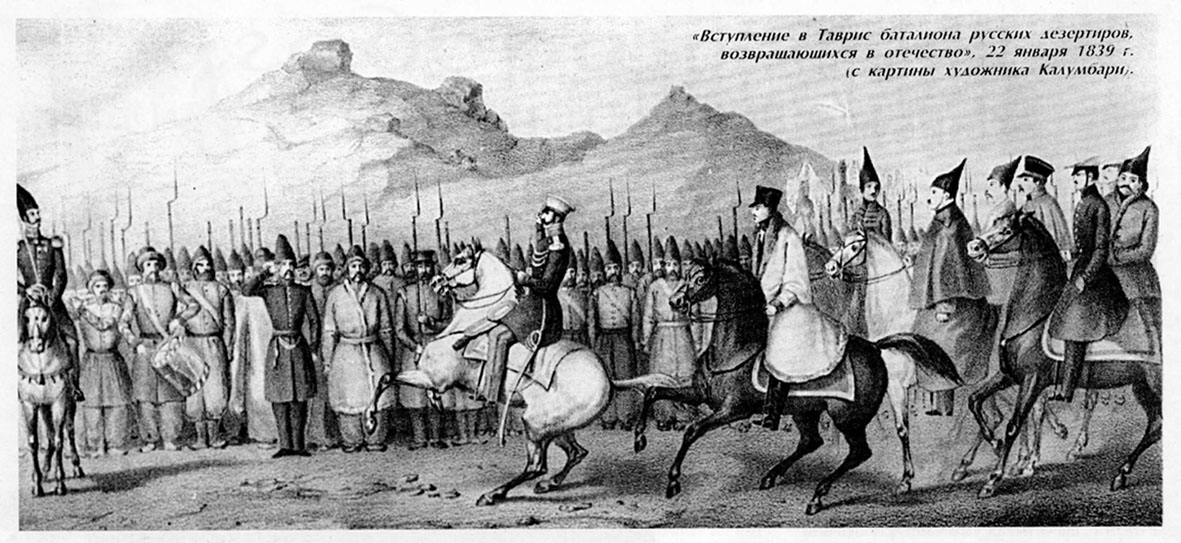
«Вступление в Тебриз батальона русских дезертиров, возвращавшихся на родину, 22 января 1838 года». Картина.

После того, как Богатырский батальон, следуя настойчивой политике российского правительства, был в конечном итоге расформирован, что включало в себя широкое поощрение репатриации, а также объявление всеобщей амнистии самим царём Николаем I, многие из его русских солдат были в конечном итоге вынуждены вернуться на российские территории со своими семьями. Евстафий также был помилован и, таким образом, тоже репатриировался. 6 декабря 1838 года батальон отпраздновал именины Николая I. По словам историка Александра Кибовского, Скрыплев был ошеломлен церемонией и решил отправиться в Россию. Эта новость ошеломила Самсон-хана, и его дочь — беременная жена Скрыплева — от страха сделала выкидыш, но последовала за мужем. 22 декабря батальон выступил из Тегерана и ровно через месяц прибыл в Тебриз. Батальон пробыл в Тебризе 15 дней, собирая семьи дезертиров, после чего двинулся дальше. 11 февраля 1839 года батальон с пением и барабанным боем пересёк границу России и совершил молебен о благополучном выходе из Ирана. 5 марта дезертиры прибыли в Тифлис. Всего из Ирана выехало 1084 человека: 597 «богатырей», 206 женщин и 281 ребёнок. Оставшиеся продолжили военную службу у иранского монарха, но уже не составляли самостоятельного подразделения.
Среди вернувшихся дезертиров женатых мужчин зачислили в Кавказское линейное казачье войско и поселили в казачьих станицах. Холостяков определили в финские линейные батальоны и Архангельские гарнизонные батальоны, засчитав годы службы в Иране в счёт службы в русской армии. Тридцать старых мужчин отпустили на родину. Польские офицеры вернулись домой. Все принявшие ислам получили церковное покаяние в «отречении от веры, вызванном длительным пребыванием в Иране и чрезвычайными обстоятельствами».
Скрыплев был полностью помилован, став сотником Кавказского войска и поселился на линии Лана. Там он дослужился до чина есаула. За храбрость, проявленную в боях с кавказскими горцами, стал атаманом Чамлыкского казачьего поселения. Таким образом, другие бывшие русские дезертиры из Ирана в Кавказском войске продолжали считать его своим вождем. К концу жизни у него начало ухудшаться зрение, предположительно из-за того, что он «постоянно красил хной, по-ирански, брови и веки». По словам Кибовского, он умер в начале 1860-х годов.
Глубокие иранские знания и опыт Скрыплева и других дезертиров, полученные ими в результате изучения общества, которое Российская империя пыталась завоевать и аннексировать, сделали их идеальными кандидатами для интеграции в казачьи войска, размещенные на мусульманских территориях.